# Fachhochschule Westküste
Die Fachhochschule Westküste ist eine staatliche Fachhochschule in Heide (Schleswig-Holstein). Sie gliedert sich in die Fachbereichen Wirtschaft und Technik.

## Geschichte
Auf Initiative von Unternehmern und Politikern in der Region wurde die Hochschule 1992/1993 gegründet. Sie nahm zunächst in angemieteten Räumen ihren Betrieb auf und zog 2000 in einen Neubau im Osten der Stadt. 1997 konnten die ersten Absolventen verabschiedet werden. Bereits 2008 gab es rund 400 Erstsemester, sodass an der FH Westküste 2009 bereits etwa 1.200 Studierende eingeschrieben waren. Bis zum Wintersemester 2015/16 wuchs die Hochschule auf über 1.500 Studierende an; im Wintersemester 2019/20 wurden knapp 2.000 Studierende gezählt. An der Fachhochschule Westküste zahlen Studierende keine Studiengebühren (ausgenommen davon: Online-Studiengänge). Pro Semester ist lediglich der Semesterbeitrag zu bezahlen – er beinhaltet einen Beitrag an das Studentenwerk Schleswig-Holstein (u. a. für Mensazuschuss), sowie eine kleinere Abgabe an den AStA (Studentenvertretung).
Die Fachhochschule Westküste ist aufgrund ihres jungen Alters, ihrer Größe und der modernen Ausrichtung beliebt bei Studierenden. Besonders geschätzt werden ein freundliches, offenes und internationales Klima und eine familiäre Atmosphäre an der Hochschule.

## Studiengänge

### Fachbereich Wirtschaft

#### Bachelorstudiengänge
- Betriebswirtschaftslehre
- Betriebswirtschaftslehre (Triales Modell)
- International Tourism Management
- Immobilienwirtschaft
- Wirtschaftspsychologie
- Wirtschaftsrecht

#### Masterstudiengänge
- International Tourism Management
- Wirtschaftspsychologie
- Wirtschaft, Medien und Psychologie (Online, berufsbegleitend)

### Fachbereich Technik

#### Bachelorstudiengänge (alle auch dual möglich)
- Angewandte Künstliche Intelligenz
- Elektrotechnik/Informationstechnik
- Green Technology
- Green Process Engineering (Verfahrenstechnik)
- Wirtschaftsingenieurwesen

#### Masterstudiengänge
- Automatisierungstechnik
- Green Energy[6]
- Mikroelektronische Systeme
- Wirtschaftsingenieurwesen – Digitale Wirtschaft

In Planung (Bachelorangebote)
- Angewandte Wirtschaftsgeographie
- Nachhaltigkeitsmanagement
- Soziale Arbeit

## Auslandsbeziehungen
Die Hochschule unterstützt und fördert Studien- bzw. Praxissemester im Ausland. Zurzeit bestehen enge Beziehungen zu mehr als 40 Hochschulen weltweit, u. a. in Carlow (Irland), Tampere (Finnland), Herning (Dänemark), Kapfenberg (Österreich), Angers (Frankreich), Valencia (Spanien), Mexiko-Stadt (Mexiko), Basel (Schweiz) und Ventspils (Lettland). Darüber hinaus kooperiert die Hochschule eng mit der Zhejiang University of Science and Technology in Hangzhou, China.

## Fachinstitute
An der Fachhochschule Westküste spielen Forschung, Praxisbezug und Wissenstransfer eine wichtige Rolle. Das kommt besonders durch Aktivitäten wie geförderte Forschungsprojekte, Studien, Forschungsvorhaben mit Partnern aus Wirtschaft und Gesellschaft sowie den Erfahrungsaustausch über Workshops, Vorträge, Präsentationen und weitere fachliche Veröffentlichungen zum Ausdruck.
Unter dem Dach des jeweiligen Schwerpunktes bündeln verschiedene Dozenten, Professoren, wissenschaftliche Mitarbeiter und Studenten das vorhandene Know-how und die Praxiserkenntnisse. In diesem Rahmen werden neue Modelle und Methoden für verschiedene Geschäftsfelder entwickelt. Ein Schwerpunkt liegt auf Tourismus, Marketing und Personalmanagement.
Neben einzelnen Studienprojekten stehen vier Einrichtungen der Fachhochschule für Praxisarbeit, Forschung, Transfer und Weiterbildung bereit:
- Deutsches Institut für Tourismusforschung
- Institut für Regionale MarketingForschung und Beratung (regioMAR)
- Westküsteninstitut für Personalmanagement (WinHR)
- Weiterbildungs-Institut für akademische Studien- und E-Learningangebote (WISE)
- Institut für die Transformation des Energiesystems (ITE)